# Ampelodesmos mauritanicus
Ampelodesmos mauritanicus är en gräsart som först beskrevs av Jean Louis Marie Poiret, och fick sitt nu gällande namn av Théophile Alexis Durand och Schinz. Ampelodesmos mauritanicus ingår i släktet Ampelodesmos och familjen gräs. Inga underarter finns listade i Catalogue of Life.

## Bildgalleri

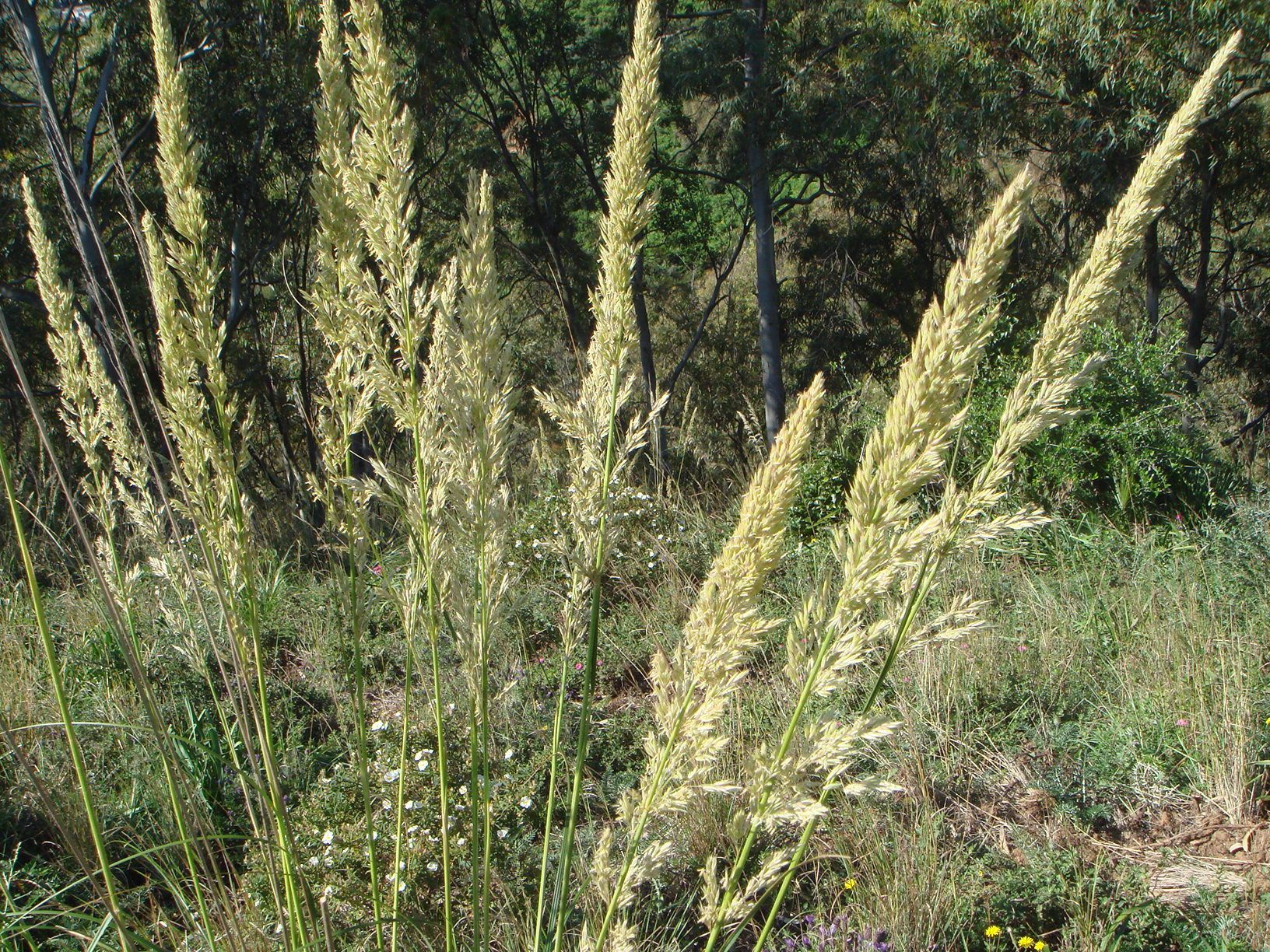
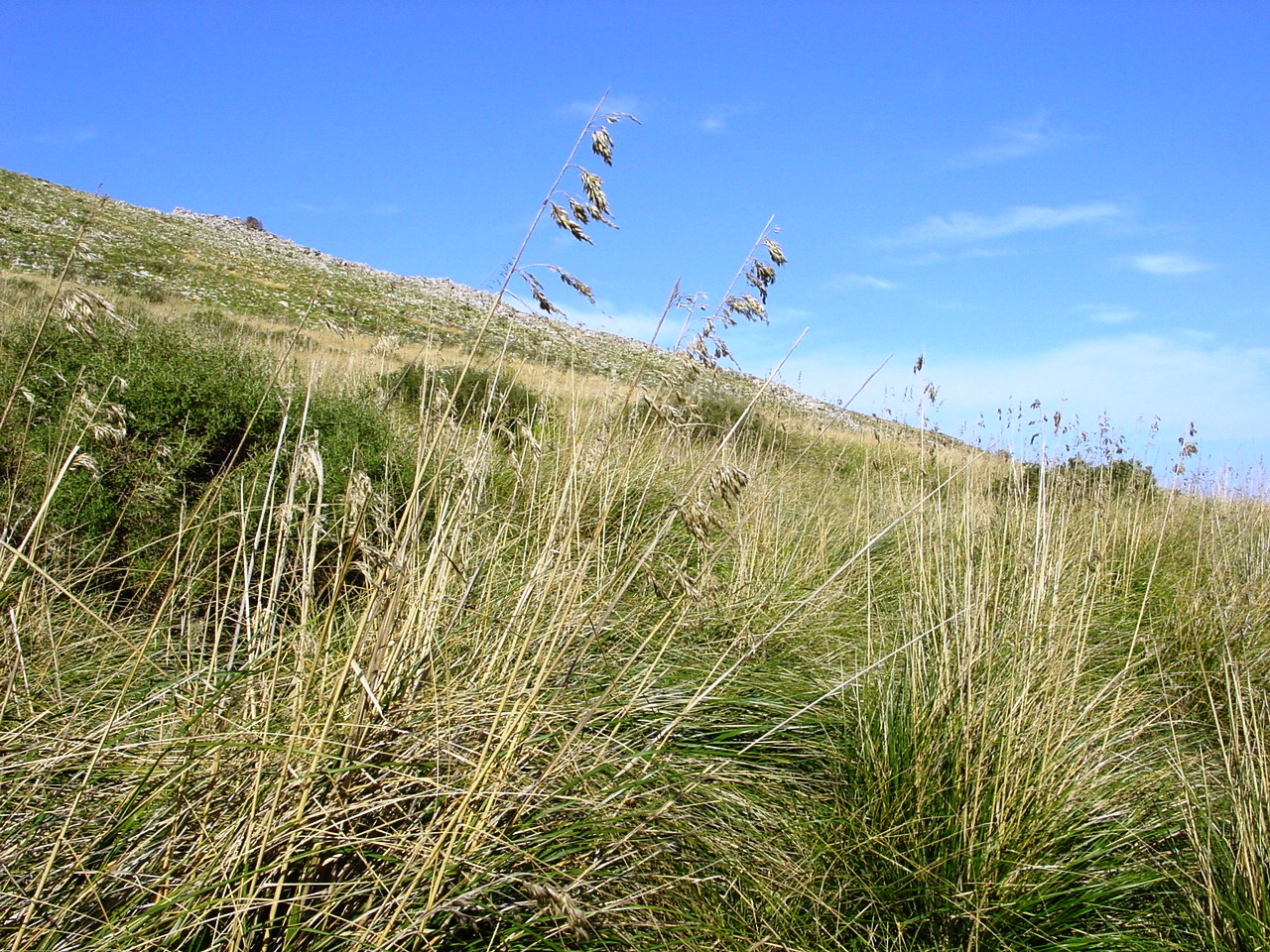